# Barcuque
Maleque Azair Ceifadim Barcuque (em árabe: الملك الظاهر سيف الدين برقوق, lit. 'Al-Malik Az-Zahir Sayf ad-Din Barquq') foi um sultão do Egito e fundador da dinastia mameluca dos burjidas. Ele governou por dois períodos distintos, primeiro entre 1382 e 1389 e depois, entre 1390 e a sua morte, em 1399.

## Primeiros anos
Barcuque era de origem circassiana e havia sido comprado como escravo, tornando-se um mameluco para a casa de Yalbogha por volta de 1363-1364.

## Ascensão ao poder
Desde 1341, o Sultanato Mameluco do Cairo era governado pelos descendentes de Anácer Maomé, da dinastia Bahri, mas nenhum deles conseguia exercer o poder de maneira efetiva. Na realidade, muitos deles eram menores de idade quando ascendiam ao trono e agiam apenas como marionetes de uma ou outra facção mameluca que disputava o poder. Numa dessas ocasiões, em 1377, o sultão al-Ashraf Sha`ban, que já reinava por conta própria desde 1366, foi deposto e assassinado. Os rebeldes o substituíram pelo seu filho de sete anos de idade. Quando este sultão marionete morreu, foi substituído também por seu irmão caçula.
Nesta época, Barcuque, pertencia à facção que comandava o governo, servindo em diversas funções oficiais na corte dos sultões meninos. Ele foi consolidando seu poder até que, em novembro de 1382, ele se sentiu capaz de depor o sultão Sale Haji e reivindicar para si o sultanato. Ele tomou nome real de Zair, imitando o grande sultão al-Zahir Baibars.

## Primeiro reinado (1382-1389)
Barcuque colocou membros de sua própria família em poderosas posições oficiais em detrimento de outras famílias rebeldes na tentativa de solidificar sua nova posição. Ele também patrocinou a construção de uma madraça-khanqa no centro do Cairo. Completada em 1386, ela é um dos três mais proeminentes monumentos islâmicos na rua Baim Alcaceraim (Bayn al-Qasrayn) na parte fatímida do Cairo. Apesar de ser chamada de Mausoléu de Barcuque, apenas a sua filha está enterrada ali.
A Caravançarai central do famoso soco do Cairo, Khan El-Khalili, foi fundada no primeiro ano de seu primeiro reinado, mas não por ele e sim por um de seus emires, Djaharks el-Khalili.

## Revolta
Em 1389, irrompeu uma revolta dos emires mamelucos da porção norte do sultanato: Mintaxe, governador de Malátia, e Ialbuga Naciri, de Alepo. Após tomarem o controle da Síria, os emires marcharam em direção ao Cairo. Barcuque tentou escapar, mas foi capturado e enviado para a fortaleza de Nácer. Enquanto isso, os emires restauraram o bahri Haji ao trono, que tomou o nome de Almançor. Diversos combates se travaram entre as facções mamelucas na capital e, eventualmente, os aliados de Barcuque conseguiram vencer os rebeldes. Barcuque voltou ao Cairo em triunfo em fevereiro de 1390.

## Segundo reinado (1390-1399)
Durante o seu segundo reinado, Barcuque conseguiu substituir quase todos os governadores e principais oficiais do governo por membro de sua família. Ele também se tornou um adversário de Tamerlão após ele ter invadido novamente Bagdá e demonstrar a intenção de tomar toda a Síria. Após 1393, ele se juntou a uma aliança formada pelo Império Otomano, pela Horda Dourada e pelo Principado de Siwas, mas Tamerlão, que estava em campanha na Transcaucásia, Rússia e Índia, não atacou. Barcuque morreu em junho de 1399 e foi enterrado no Cemitério Norte do Cairo. Ele foi sucedido por seu filho Alfaraje, que adotou o nome de Anácer Faraje.